# قورباغه‌های مانتلا
قورباغه‌های مانتلا (نام علمی: Mantella) نام یک سرده از تیره قورباغه‌های ماداگاسکاری است.

## نگارخانه

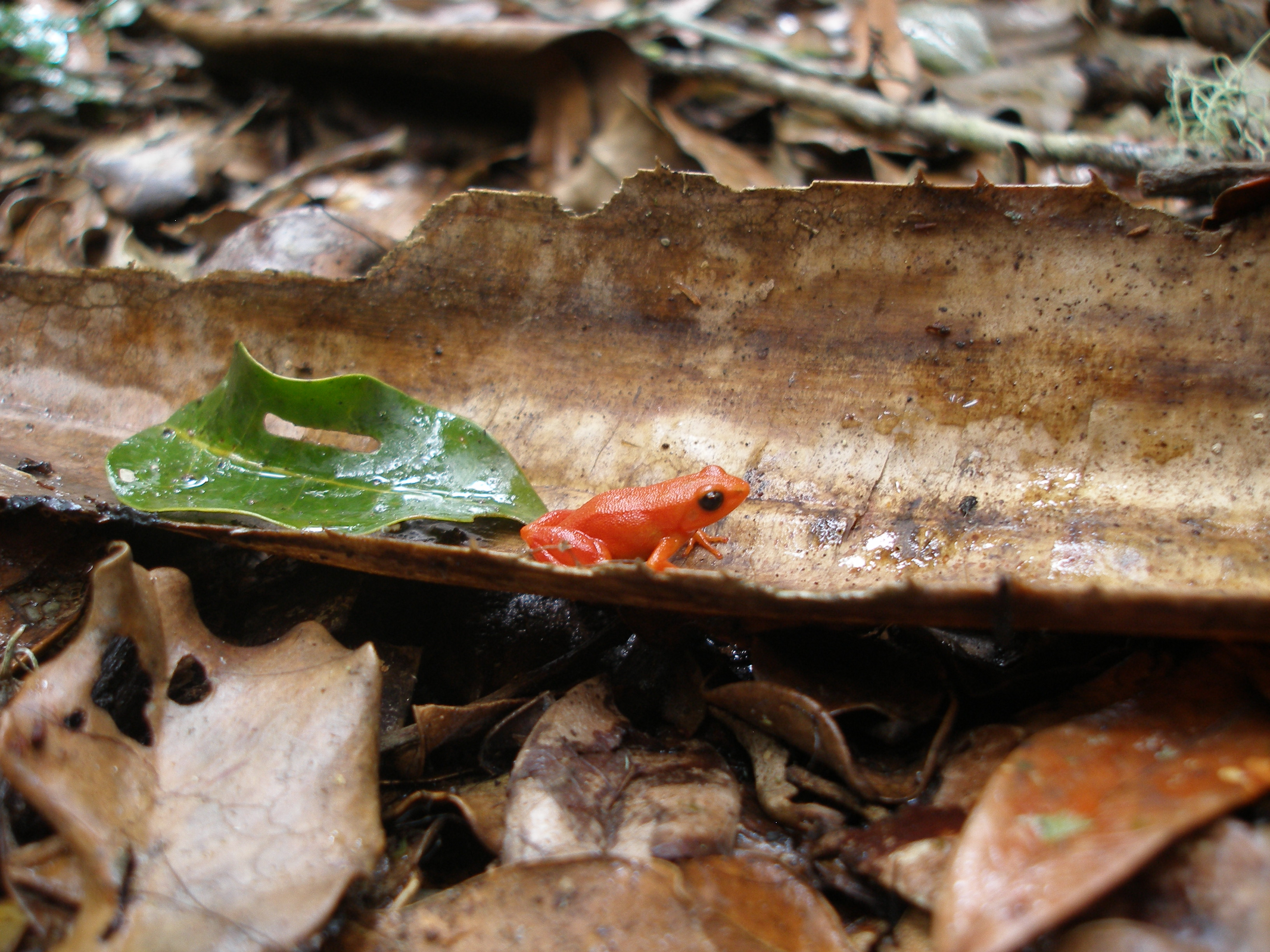
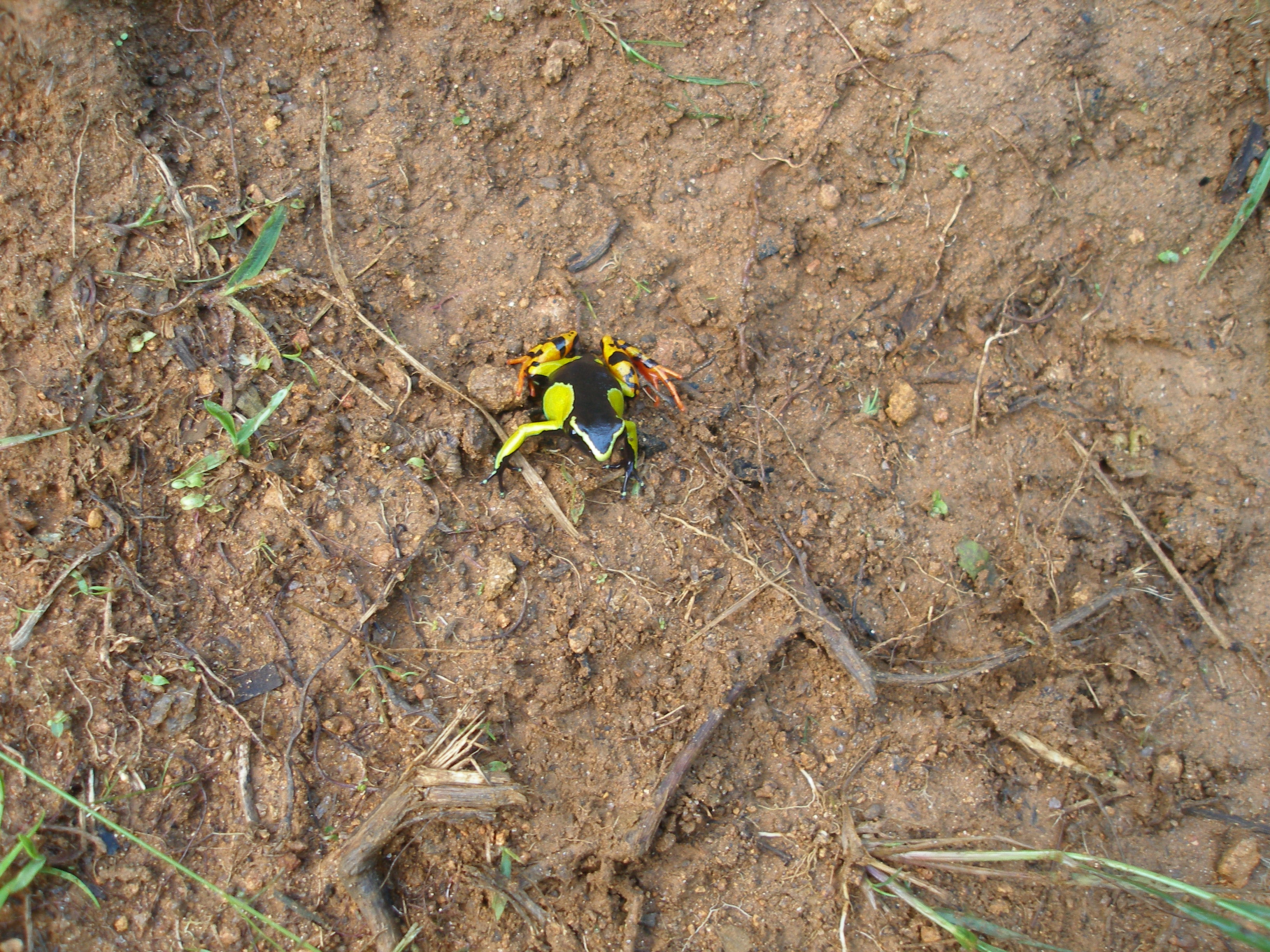
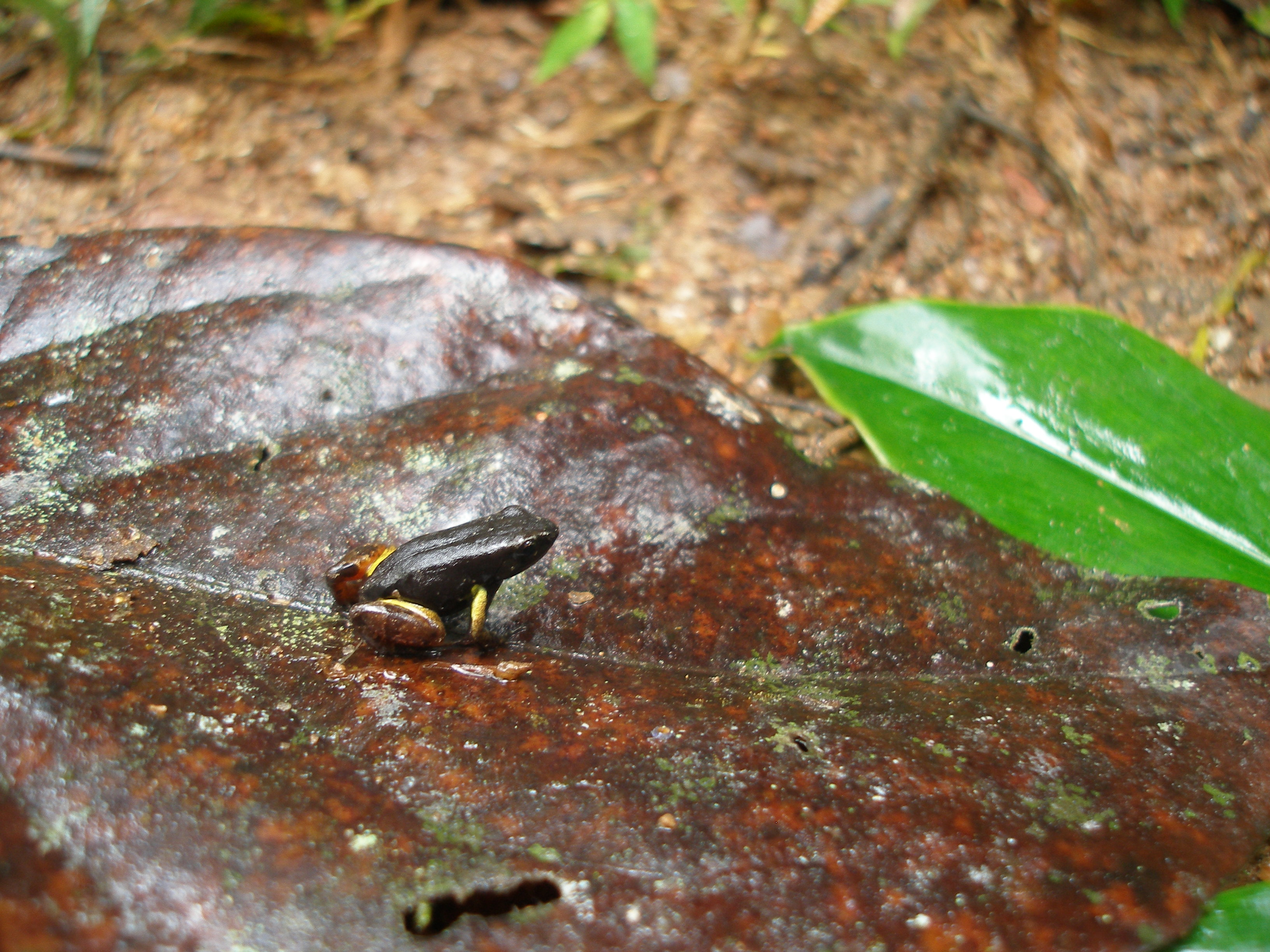
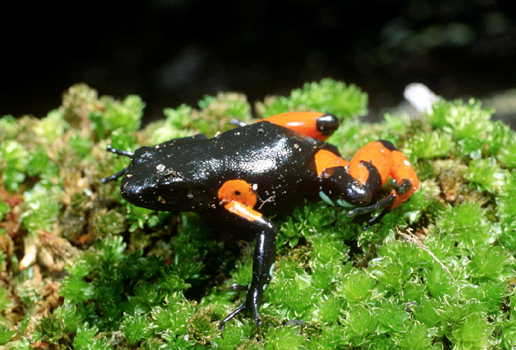
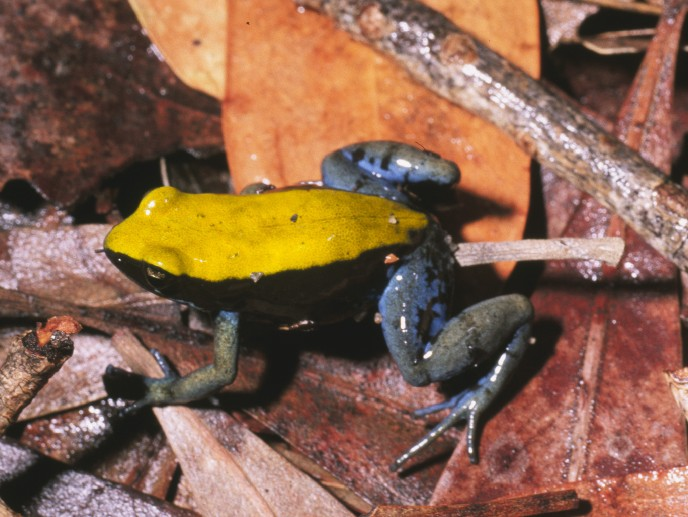